# Jean-Pierre Haigneré
Pour les articles homonymes, voir Haigneré.
Jean-Pierre Haigneré, né le 19 mai 1948 à Paris, est un spationaute de l'Agence spatiale européenne (ESA). Après une carrière de pilote de l'armée de l'Air commencée en 1969, il est sélectionné en 1985 par le CNES pour devenir astronaute, participant ensuite à des missions dans la Station spatiale internationale Mir.
Il est l'époux de la spationaute, scientifique et femme politique Claudie Haigneré.

## Biographie

### Carrière de pilote (1969-1985)
Jean-Pierre Haigneré entre à l'École de l'air de Salon-de-Provence en 1969 et obtient un diplôme d'ingénieur en 1971. Il est breveté pilote de chasse à Tours en 1973.
Dans l'armée de l'Air, il est pilote de chasse, puis commandant d'escadrille jusqu'en 1980, à la 13e escadre de chasse de Colmar, sur Mirage 5 et Mirage III E.
Il suit alors la formation de pilote d'essai de l'ETPS à Boscombe Down en Grande-Bretagne, dont il sort diplômé en 1981 après avoir soutenu une thèse finale sur le Harrier (avion à décollage et atterrissage vertical).
De retour en France, il est responsable de la mise au point de l'une des versions du Mirage 2000 et de la présentation en vol du Dewoitine D.520 au Centre d'essais en vol de Brétigny-sur-Orge.
En 1983, il est nommé chef pilote d'essai. Il totalise 5 500 heures de vol sur 102 types d'avions différents dont 1 800 en essais en vol. Il possède les licences de pilote de ligne, de pilote d'essai, de pilote de montagne et de pilote d'hydravion.

### Débuts comme spationaute
Sélectionné en tant qu'astronaute par le Centre national d'études spatiales (CNES) en 1985, il supervise la division « Vols habités » au sein de la direction « Hermès et Vols habités » de 1986 à 1989. À ce titre, il participe aux études préliminaires de l'avion spatial Hermès.
D'autre part, il développe et met au point le programme « Caravelle Zéro G » (vol parabolique) dont il devient ensuite le responsable technique et opérationnel.
En décembre 1990, il est désigné comme doublure de Michel Tognini pour le vol spatial franco-russe Antarès et suit un entraînement à la cité des étoiles près de Moscou.

### Mission Altaïr (1992-1993)
De novembre 1992 à juin 1993, désigné comme membre de la quatrième mission spatiale franco-russe (mission Soyouz TM-17, baptisée « Altaïr » par les Français et « Sirius » par les Russes), il s'entraîne en vue de la mise en œuvre d'une dizaine d'expériences scientifiques relatives aux sciences de la vie, au comportement des fluides et des matériaux en micropesanteur, ainsi qu'à des recherches à caractère technologique[pas clair]. 
Parti de la base de Baïkonour le 1er juillet 1993, il rejoint la station spatiale Mir le 3 juillet en compagnie du commandant de bord Vassili Tsibliev et de l'ingénieur de bord Alexandre Serebrov. 
Il revient sur Terre le 22 juillet 1993, en compagnie de l'équipage présent à bord de la station depuis six mois, composé du commandant de bord Guenadi Manakov et de l'ingénieur de bord Alexandre Polechtchouk.

### Période 1994-1995
En 1994, il obtient une qualification sur Airbus, appareil destiné à succéder à la Caravelle Zéro G et qui permettra au CNES de poursuivre les campagnes de vol en micropesanteur, avec des expériences à bord, aussi bien françaises qu'européennes.
En septembre 1995, il est chargé de mission pour les Affaires spatiales[pas clair] auprès de l'ambassade de France à Moscou. Parallèlement, il est chargé d'assurer l'interface entre le centre de contrôle russe de Kaliningrad et l'équipage de la station Mir pendant toute la mission Mir 95.
En décembre 1996, il est désigné comme suppléant de la mission Pégase.

### Mission Perseus (1998-1999)
En mai 1998, sélectionné comme membre du corps européen des astronautes de l’Agence spatiale européenne, Jean-Pierre Haigneré est mis à la disposition du CNES comme spationaute expérimentateur et ingénieur de bord de l'équipage titulaire désigné pour la mission franco-russe Soyouz TM-29, baptisée « Perseus ».
Cette mission de longue durée (186 jours) a lieu à bord de la station spatiale Mir du 22 février au 28 août 1999. Elle comporte une sortie extravéhiculaire d'une durée de 6 h 19 min, à laquelle il participa. 
Cette mission fait de lui l'astronaute non russe qui a passé le plus de temps dans la station.
À l'issue de ce vol, Jean-Pierre Haigneré rejoint le centre des astronautes européens de Cologne en Allemagne en tant que chef des astronautes de l'ESA.

### Années 2000
Jean-Pierre Haigneré est général de brigade de l'Armée de l'Air, grade qu'il a déjà lorsqu'il épouse, le 19 mai 2001, Claudie André-Deshays.
En 2002, il devient chef du programme de l'ESA chargé de la construction d'une base de lancement pour le lanceur Soyouz sur le site du Centre spatial guyanais de Kourou.
Depuis 2005, Jean-Pierre Haigneré est membre fondateur et président de l’Astronaute Club Européen, une association qui s’est fixé pour objectif de favoriser la participation du public à toutes les activités ayant un rapport avec l’exploration spatiale.
En 2009, il fait une apparition dans le film de Riad Sattouf Les Beaux Gosses, dans le rôle du professeur de technologie.

## Décorations
- Commandeur de la Légion d'honneur.
- Chevalier de l'ordre national du Mérite.
- Médaille de l'Aéronautique Médaille de l’Aéronautique.
- Ordre du Courage (Russie).
- Ordre du Courage personnel, Russie.

## Hommages
- (135268) Haigneré, astéroïde nommé en l'honneur de Jean-Pierre et de Claudie.